# قارچ‌های پولک‌به‌سر
قارچ‌های پولک‌به‌سر (نام علمی: Lepiota) نام یک سرده از تیره غاریقونیان است.